# Javonte Brown
Javonte Eliza Brown-Ferguson (nacido el 19 de septiembre de 2002 en Pickering) es un jugador de baloncesto profesional canadiense que juega en las filas del Club Baloncesto Tizona de Primera FEB. Con 2,12 metros de altura juega en la posición de pívot. 

## Trayectoria
Nacido en Pickering se formó en el Thornlea Secondary School de la ciudad de Thornhill, hasta que en la temporada 2020-21 formó parte de la Universidad de Connecticut, donde disputaría durante una temporada la NCAA con los UConn Huskies.
En 2021, ingresó en la Universidad de Texas A&M en College Station, Texas donde estuvo durante dos temporadas disputando la NCAA con los Texas A&M Aggies.
En 2023, ingresó en la Universidad de Míchigan Occidental, situada en Kalamazoo, Míchigan donde disputaría una temporada la NCAA con los Western Michigan Broncos. 
En su última temporada universitaria volvería a cambiar de universidad, formando parte de los Rhode Island Rams de la Universidad de Rhode Island, situada en Kingston, Rhode Island, disputando la NCAA en la temporada 2024-25.
Tras no ser drafteado en 2025, el 9 de junio de 2025, firma por el Calgary Surge de la Canadian Elite Basketball League (CEBL).
El 14 de julio de 2025, firma por el Club Baloncesto Tizona de Primera FEB.

## Internacional
En 2021, debuta con la Selección de baloncesto de Canadá sub 19.